# 风化店乡
风化店乡，是中华人民共和国河北省沧州市沧县下辖的一个乡镇级行政单位。

## 行政区划
风化店乡下辖以下地区：
南顾屯村、黄官屯村、小官庄村、大白头村、小白头村、达子店村、潘房子村、小流口村、马台子村、大白冢村、小白冢村、大流口村、小韩庄村、大韩庄村、大张庄村、小张庄村、曹庄子村、武庄子村、前枣园村、后枣园村和望海寺村。